# Дуарте, Анселмо
Анселмо Дуарте (порт. Anselmo Duarte; 21 апреля 1920, Салту, штат Сан-Паулу — 7 ноября 2009) — бразильский кинематографист.

## Биография
В кинематографе с 1947 года. Как актёр снялся почти в сорока фильмах. Режиссёрский дебют состоялся в 1957 году (фильм Absolutamente Certo). Вторая режиссёрская работа Дуарте — лента «Исполнитель обета» (1962) — стала наиболее известным его фильмом и принесла режиссёру призы трёх международных фестивалей, включая «Золотую пальмовую ветвь» в Каннах, а также номинацию на «Оскар» за лучший фильм на иностранном языке.
Кроме того, Дуарте известен как сценарист нескольких фильмов других режиссёров и продюсер.
Ансельму Дуарте скончался от осложнений после инсульта в ноябре 2009 года.

## Награды
- 1962 — Каннский кинофестиваль: «Золотая пальмовая ветвь» («Исполнитель обета»)[3]
- 1962 — Картахенский кинофестиваль: специальный приз жюри («Исполнитель обета»)[4]
- 1962 — Международный кинофестиваль в Сан-Франциско: приз «Золотые ворота» за лучший фильм («Исполнитель обета»)
- 2003 — Кинофестиваль в Сан-Паулу: приз за вклад в кинематограф[5]